# 真紅の美鈴
真紅の美鈴（しんくのみすず）は、日本・千葉県で育成されたイチゴの品種。果皮が濃紅色であるため「黒イチゴ」とも称される。
千葉県大網白里市のイチゴ育種家成川昇によって育成され、2015年に品種登録された。商標登録もされている。

## 特徴
キャッチコピーは「ぜんぶ、恋。」、果皮の色も濃く、果肉も濃紅色に染まっており、糖度と酸度も高く、色、香り、味わい、甘さの全てが濃厚で「濃い」ことを同音の「恋」と掛詞にしたものである。
色の濃いイチゴ品種は酸味も強いことが多いが、真紅の美鈴の酸味は低い。
糖度は20から21あり、とちおとめが15、ふさの香が17という数値と比べるとはるかに高い数値である。
抗酸化作用があるアントシアニンは100グラム中に36ミリグラムあり、色の濃さの理由ともなっている。なお、とちおとめだと10ミリグラム程度である。このため、真紅の美鈴は果肉も赤い。
ビタミンCは2023年時点のイチゴ品種の中では、ビタミンC含有量に特化特化して開発されたおいCベリーに次ぐ量である。
アミノ酸の吸収率も良く、旨みに深みや厚みとコクを生み出している。
収穫後の水分の目減り率が少ないため、日持ちの良い。

## 開発の経緯
福羽いちごを元に麗紅が開発され、更にはふさの香が誕生した。その麗紅とふさの香を交配の親品種として開発を続けた末にできあがったのが真紅の美鈴である。
福羽いちご、麗紅と色の濃い品種であったが、開発中の真紅の美鈴の栽培を依頼した相葉苺園からは「黒ずんだイチゴの品種は売れない」と酷評もされた。成川と相葉の付き合いが長いからこその率直な意見でもあった。相葉苺園を訪れた客からは味が好評であり、2023年時点では相葉苺園の主力商品にもなっている。